# هجمات جنوب سيناء (أكتوبر 2004)
تفجيرات سيناء 2004 ثلاثة تفجيرات استهدفت فنادق سياحية في شبه جزيرة سيناء، في 7 أكتوبر 2004. وقتلت الهجمات 34 شخصاً وجرح 171.

## التفجيرات
وقع الانفجاران في ليلة 7 أكتوبر ضد فندق هيلتون طابا والمعسكرات التي يستخدمها الإسرائيليون في رأس الشيطان. في هجوم على طابا، قاد شاحنة في بهو فندق هيلتون طابا وانفجرت مما أسفر عن مقتل 31 شخصا واصابة حوالى 159 آخرين. انهارت عشرة طوابق من الفندق عقب الانفجار.
وفي رأس الشيطان، بالقرب من نويبع، وقعت اثنين من أكثر التفجيرات نحو 50 كيلومترا (31 ميل). كانت وقتها سيارة متوقفة أمام مطعم في منتجع جزيرة القمر وانفجرت مما أسفر عن مقتل اثنين من الإسرائيليين والبدو. وأصيب اثنا عشر. ووقع انفجار اخر بعد لحظات، واستهداف مخيم البادية، ولكن لم يضر أي شخص لأن الانتحاري كان على ما يبدو تم استبعاده من دخول المخيم من قبل أحد الحراس.
من القتلى، 15 كانوا مصريين و12 كانوا من إسرائيل، و2 من إيطاليا، واحد من روسيا، وكان واحد أمريكي إسرائيلي.

### جنسيات الضحايا
| البلد            | عدد الضحايا |
| ---------------- | ----------- |
| مصر              | 15          |
| إسرائيل          | 12          |
| إيطاليا          | 2           |
| روسيا            | 1           |
| الولايات المتحدة | 1           |
| المجموع:         | 34          |

## المسؤولية
اعلنت الجماعة التي تطلق على نفسها (كتائب التوحيد الإسلامية) مسؤوليتها عن العمليات في بيان نشرته في منتدى «الإصلاح» على الإنترنت، وهو منتدى كثيرا ما يستخدمه المتشددون الإسلاميون، وقال البيان «قام أربعة من اخوانكم الاستشهاديين بتنفيذ هذه العملية البطولية... على الرغم من الاجراءات الامنية المشددة وقاموا باختراق وكر من أوكار الدعارة والفساد وقتلوا المئات من العلوج.» وقالت الجماعة انها شنت الهجوم للثأر للشيخ أحمد ياسين زعيم حركة المقاومة الإسلامية الفلسطينية (حماس) الذي اغتالته إسرائيل في اذار الماضي. وتوعدت بأنه «ما هو إلا أول طلقة مباشرة في وجه اليهود حيث ان ضرباتنا لن تتوقف حتى إخراج هؤلاء الكفار من أرض الإسلام.»

## رد فعل إسرائيل
هاتف رئيس الوزراء الإسرائيلي الاسبق، ارئيل شارون الرئيس المصري الاسبق حسني مبارك وطالبه بفتح الحدود الإسرائيلية-المصرية فورا لعبور قوات الإنقاذ الإسرائيلية إلى طابا. نقلت القناة التلفزيونية العاشرة عن مصدر في الحكومة الإسرائيلية قوله انه «لا يمكن اتهام المصريين بعدم التعاون».
إلى ذلك نقل التلفزيون الإسرائيلي الرسمي (القناة الأولى) صورا من نقطة الحدود المصرية الإسرائيلية يظهر فيها دخول قوات من الجيش الإسرائيلي، تبدو انها وحدات انقاذ إسرائيلية، إلى الأراضي المصرية

## رأس الشيطان
مصادر صحفية أخرى تحدثت عن إصابة 40 شخصًا في منطقتي «رأس الشيطان» ونويبع القريبة منها، نحو الساعة 23:30، أي بعد نحو ساعتين، وإنه قتل هناك سبعة أشخاص، معظمهم من المصريين واثنان آخران يحملان الجنسية الإسرائيلية.